# Fractura de cráneo
Una fractura de cráneo es la ruptura de uno o más de los ocho huesos que forman el cráneo, generalmente como resultado de un traumatismo. Si la fuerza del impacto es elevada, el hueso puede fracturarse en el lugar del impacto o cercano a él y dañar las estructuras subyacentes contenidas en el cráneo tales como las meninges, vasos sanguíneos, cerebro y nervios. Este daño puede producirse incluso en ausencia de fractura.

## Huesos
Los ocho huesos que pueden verse afectados son cuatro impares centrados en la línea media (frontal, etmoides, esfenoides y occipital) y dos pares o bilaterales (temporal y parietal).

## Etiología
Las fracturas de cráneo se producen por lo general por un fuerte impacto sobre la cabeza. Este puede originarse por accidentes de tráfico, caídas, precipitaciones desde lugares elevados, golpes fortuitos o agresión. En los niños pueden también estar causadas por maltrato infantil o accidentes durante el parto.

## Clasificación
Las fracturas de cráneo pueden dividirse para su mejor comprensión en fracturas de la bóveda craneal y fracturas de la base del cráneo.
- Fracturas de la bóveda craneal.
  - Fracturas lineales. Son las más comunes y por lo general no requieren ninguna intervención debidas a la fractura en sí.
  - Fracturas estrelladas. Las líneas de fracturas son múltiples y parten del área de impacto. Pueden existir otras fracturas circulares concéntricas al punto de impacto.
  - Fracturas deprimidas las cuales por lo general son conminutas, con porciones de hueso roto desplazadas hacia el interior de la cavidad craneana, lo que puede requerir una intervención quirúrgica si hay daño en el tejido subyacente.
  - Fracturas diastásicas en las cuales las suturas del cráneo se abren. Son frecuentes en niños de menos de tres años.[3]

- Fractura de la base de cráneo. Según su localización pueden distinguirse:
  - Fracturas de la fosa cerebral anterior.
  - Fracturas de la fosa cerebral media.
  - Fracturas de la fosa cerebral posterior.

## Clínica
Los síntomas son muy variables, dependiendo de la localización de la fractura.

### Base del cráneo
Las fracturas de la base del cráneo puede afectar al conducto auditivo interno por donde pasa el nervio coclear y el nervio vestibular, provocando déficit de audición o parálisis facial por producirse daño en el nervio facial. También puede aparecer equimosis alrededor de la órbita, sangrado por la nariz, otorragia, hemorragia detrás de la oreja (signo de Battle), fístula de líquido cefalorraquídeo con salida de este al exterior a través de la nariz (rinorrea de líquido cefalorraquídeo) y déficit visual por lesión del nervio óptico.
La rinorrea de líquido cefalorraquídeo se reconoce colocando una gota de secreción nasal sobre un pañuelo de papel. En caso de rinorrea de LCR, esto hará las veces de cromatografía en papel, mostrando un halo claro alrededor de la secreción nasal, que indica la fuga de LCR. Como alternativa, el contenido de glucosa de la secreción se puede medir a la cabecera de la cama utilizando una tirita Chemstrip. En los pacientes con rinorrea de LCR, la prueba revelará una concentración alta de glucosa, próxima a las cifras de 40-80 mg/dl normales en el LCR. Esta fuga es un factor de riesgo para el desarrollo de meningitis y por lo tanto requiere atención quirúrgica inmediata.